# Walentina Smirnowa
Walentina Wiktorowna Smirnowa (ros. Валентина Викторовна Смирнова; ur. 28 marca 1951 w Berezynie) – radziecka kolarka torowa, srebrna medalistka mistrzostw świata.

## Kariera
Największy sukces w karierze Walentina Smirnowa osiągnęła w 1974 roku, kiedy na mistrzostwach świata w Montrealu zdobyła srebrny medal w indywidualnym wyścigu na dochodzenie. W zawodach tych wyprzedziła ją jedynie jej rodaczka Tamara Garkuszyna, a trzecie miejsce zajęła Holenderka Keetie van Oosten-Hage. Był to jedyny medal wywalczony przez Smirnowa na międzynarodowej imprezie tej rangi. Nigdy nie wystartowała na igrzyskach olimpijskich.